# Comunicación sincrónica
La comunicación sincrónica (o sincrona): es la que da en un canal donde AMBOS PARTICIPANTES estan al mismo tiempo debatiendo o compartiendo sobre un tema especifico o varios, cuando se emita la informacion.
se divide:
unidireccional: no hay intercambio de roles.
bidireccional:  hay intercambio de roles.

## Comunicación sincrónica
Por sincronía entendemos la coincidencia en el tiempo de dos o más hechos. Si este concepto lo aplicamos a la comunicación entre personas obtenemos la idea de comunicación sincrónica. Por comunicación sincrónica entendemos todos aquellos momentos en los que se lleva a cabo un diálogo o conversación entre dos o más personas a tiempo real. Dentro de este diálogo las personas comparten un discurso, un medio a través del cual circula la información y el tiempo que invierten durante la comunicación. A pesar de que, en un principio, puede que no resulte un concepto novedoso (puesto que recuerda a una conversación hablada tradicional), la idea de comunicación sincrónica se encuentra enmarcada dentro del mundo de las nuevas tecnologías, concretamente dentro de la CMC (Computer Mediated Communication).

## Titulares de la comunicación sincrónica
En lo que respecta a comunicación sincrónica, el máximo exponente es el chat. Su creación data de 1988, aunque el éxito masivo no se empezó a dar y a popularizar hasta principios del siglo XXI. Los participantes en este tipo de comunicación realizan una serie de características más propias de la charla oral, pero usando los ordenadores y el texto escrito para crear una ilusión de conversación. Hay dos obstáculos para solventar esta informalización del discurso:
La primera sería la ausencia de rasgos para lingüísticos: se han tenido que recrear mediante símbolos, emoticones emoticonos o repetición de palabras los rasgos comunicativos de la conversación cara a cara. Por ejemplo, para indicar que estamos gritando escribimos en mayúscula (¡QUE NO!) o para enfatizar aquello que decimos repetimos letras “hooolaaaaaaa”.
El otro obstáculo es el espacio. Si queremos emular la sensación de conversación hemos de dominar el espacio por dos razones. La primera es la propia limitación física de muchos chats. La otra es que una conversación requiere de participaciones más o menos paritarias, para no parecerse en demasía a un monólogo.

## Límites entre la dicotomía
En resumidas cuentas, al hablar de comunicación y discurso por internet, nos encontramos con que la CMC es una disciplina tan nueva que todavía presenta problema a la hora de acotar su campo de actuación. La dicotomía de este tipo de comunicación puede verse más diluida si contemplamos las redes sociales como Facebook o myspace, en los que los límites entre comunicación sincrónica y comunicación asincrónica están dejando activos.

## Ejemplos
Algunos ejemplos respecto a la comunicación síncrona son: 
- Chats
- Videollamadas
- Videoconferencias
- Llamadas telefónicas
- Mensajes de texto

Estas facilitan el intercambio de información en tiempo real, recuerda que algunos medios más usados son Facebook, Instagram, WhatsApp, Skype, Google Talk, Zoom, entre otros.